# Miyoshi (Iruma)
Pour les articles homonymes, voir Miyoshi.
Miyoshi (三芳町, Miyoshi-machi) est un bourg du district d'Iruma situé dans la préfecture de Saitama, au Japon.

## Géographie

### Démographie
En 2011, la ville de Miyoshi avait une population estimée à 38 746 habitants répartis sur une superficie de 15,30 km2 (densité de population de 2 530 hab./km2).

## Jumelage
- Hyderâbâd (Inde)